# Hermès
Hermès är ett franskt modehus grundat 1837 av Thierry Hermès (1791-1878). Företaget Hermès är världsberömt för sina högkvalitativa lädervaror, bland annat handväskor som Kellyväskan och Birkinväskan. 
Hermès har haft många berömda kunder, till exempel Grace Kelly, Audrey Hepburn, hertigparet av Windsor, John F. Kennedy, Jacqueline Kennedy Onassis, Farah Diba, Sammy Davis Jr, Ingrid Bergman, Lauren Bacall, Humphrey Bogart, Romy Schneider, Catherine Deneuve och Jane Birkin.

## Handväskorna

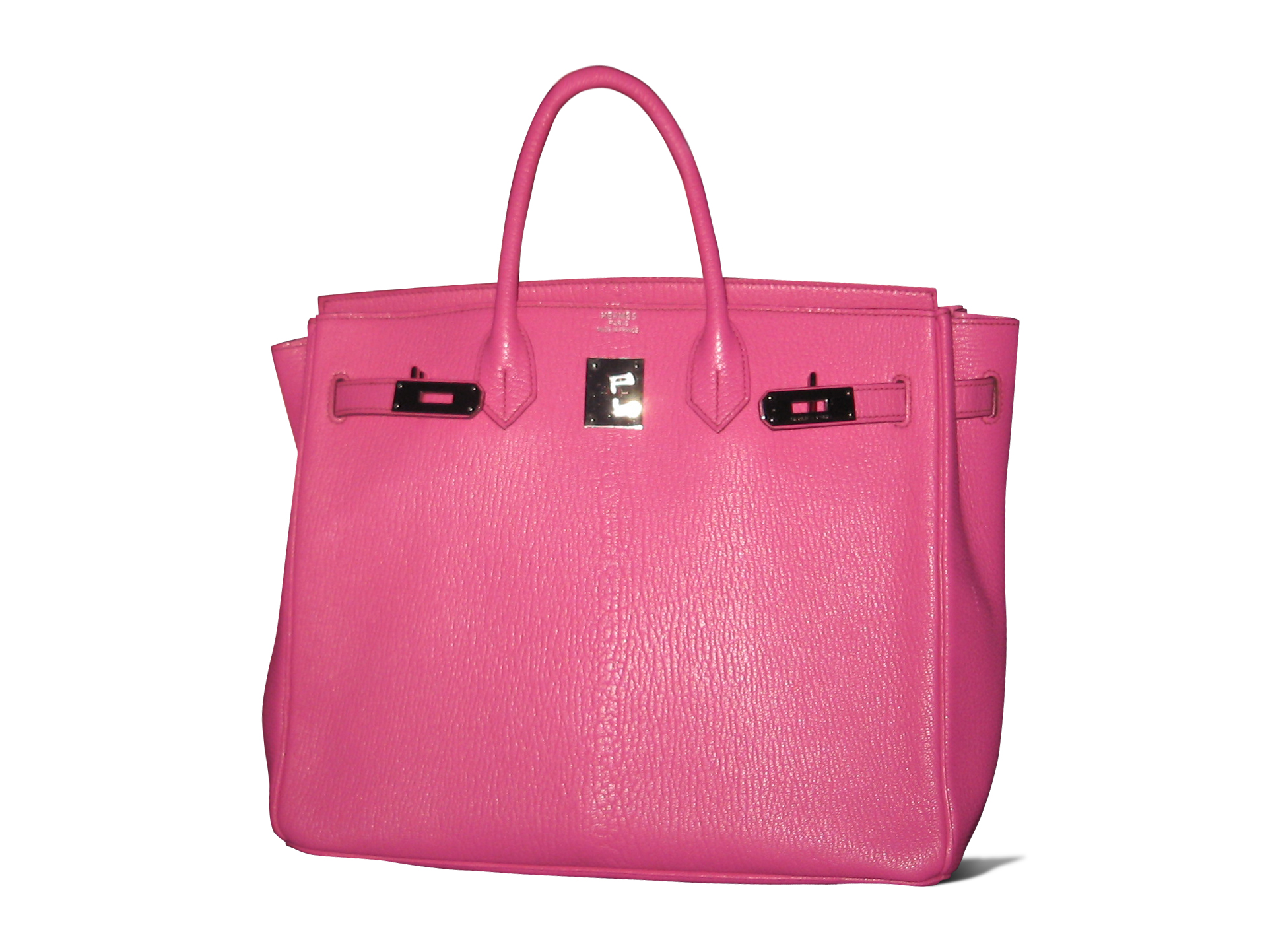
En rosa Birkinväska som är namngiven efter skådespelerskan Jane Birkin.

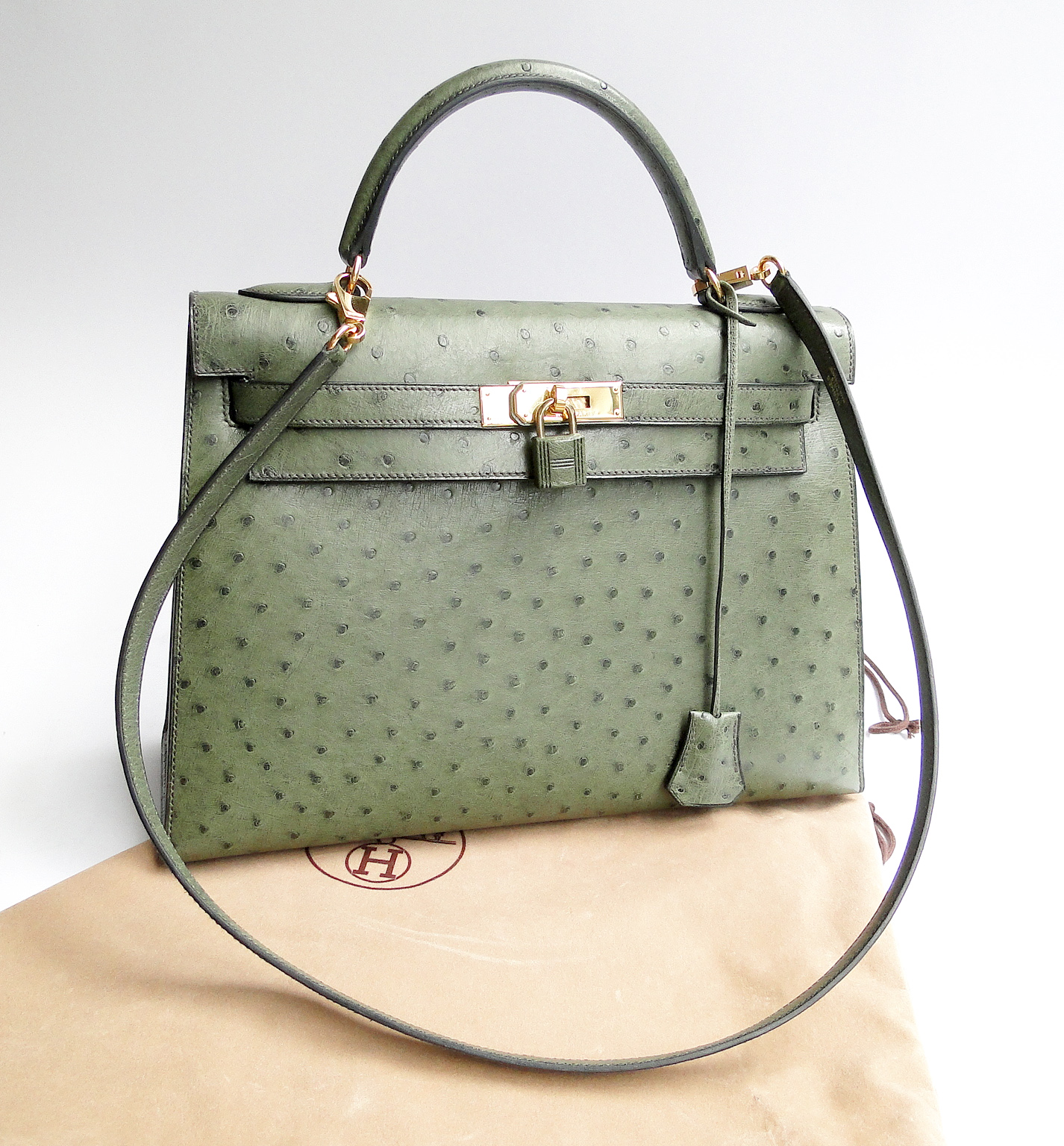
Den berömda Kellyväskan uppkallad efter furstinnan Grace Kelly.